# Ceratoxanthis
Ceratoxanthis là một chi bướm đêm thuộc phân họ Tortricinae của họ Tortricidae.

## Các loài
- Ceratoxanthis adriatica Elsner & Jaro, 2003
- Ceratoxanthis argentomixtana (Staudinger, 1871)
- Ceratoxanthis externana (Eversmann, 1844)
- Ceratoxanthis iberica Baixeras, 1992
- Ceratoxanthis rakosyella Wieser & Huemer, 2000